# 1878 v loďstvech
Tento článek obsahuje významné události v oblasti loďstev v roce 1878.

## Lodě vstoupivší do služby
- leden –  Kongó – obrněná korveta třídy Kongó
- 6. května –  SMS Großer Kurfürst – pancéřová loď třídy Preußen
- 21. října –  SMS Sachsen – pancéřová loď třídy Sachsen
- listopad –  SMS Don Juan d'Austria – kasematová loď třídy Kaiser Max
- prosinec –  Le Redoutable – obrněná válečná loď s centrální baterií

## Lodě vystoupivší ze služby
- 29. května –  SMS Großer Kurfürst – pancéřová loď třídy Preußen – potopila se po srážce se sesterskou lodí SMS König Wilhelm
- ? – prodána korveta Immacolata Concezione, poslední loď Námořnictva Papežského státu